# Infrared Astronomical Satellite

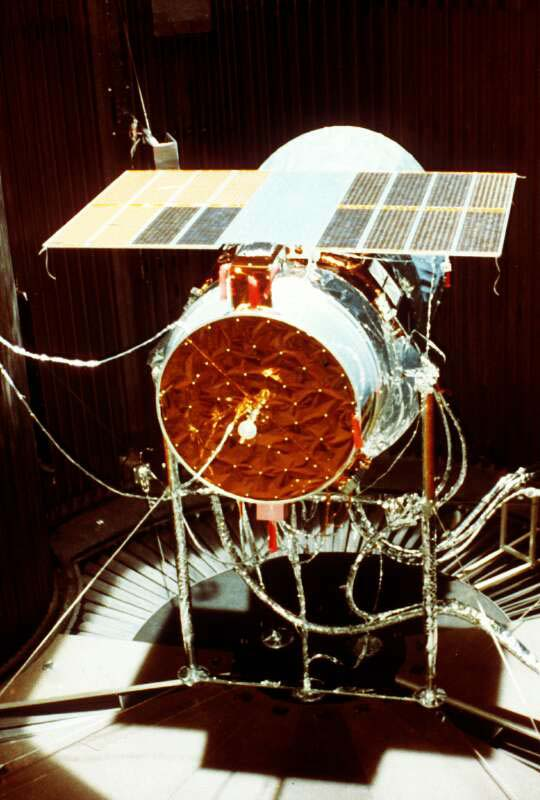
IRAS im Weltraumsimulator

Der 1983 gestartete Infrared Astronomical Satellite (IRAS; niederländisch Infra-Rood Astronomische Satelliet; deutsch Infrarot-astronomischer Satellit) war das erste Weltraumteleskop für das mittlere und ferne Infrarot. Mit seiner Hilfe wurde der IRAS Catalog of Point Sources, Version 2.0 erstellt.
IRAS wurde gemeinsam von den USA, Großbritannien und den Niederlanden entwickelt. Das IRAS-Teleskop war ein Ritchey-Chrétien-Cassegrain-Teleskop mit einem Beryllium-Hauptspiegel von 60 cm Durchmesser. Die Brennweite war 5,5 m, f/9.6 und die Apertur 0,57 m. Zur Unterdrückung der eigenen Wärmestrahlung wurden die Spiegel und die Detektorplatte mit flüssigem Helium als Kühlmittel auf eine Temperatur von 2 bis 5 Kelvin gekühlt.
Hauptinstrument war eine Anordnung aus 62 Infrarotdetektoren (Survey Array), mit der eine vollständige Durchmusterung des Himmels bei Wellenlängen von 12, 25, 60 und 100 µm mit einer Winkelauflösung von einigen Bogenminuten gewonnen wurde. Weitere Instrumente waren ein niedrig auflösendes Infrarotspektrometer für Wellenlängen von 8 bis 23 µm (Low Resolution Spectrometer, LRS), mit dem etwa 5000 Spektren gewonnen wurden, sowie ein Photometer für die Wellenlängen 50 und 100 µm (Chopped Photometric Channel, CPC).

## Missionsverlauf
IRAS wurde am 25. Januar 1983 gestartet und war bis zur Erschöpfung des Kühlmittels am 21. November 1983 in Betrieb.
Als Weltraumobservatorium oberhalb der Erdatmosphäre konnte IRAS Himmelsobjekte auch bei Wellenlängen beobachten, die vom Erdboden aus durch die Absorption der Atmosphäre nicht nutzbar sind. IRAS war in einer niedrigen polarnahen sonnensynchronen Erdumlaufbahn, in der der Satellit zur Abschirmung störender Wärmestrahlung ständig die Rückseite der Erde und einen Sonnenschild der Sonne zuwenden konnte. Dazu wurde das Teleskop in gleichmäßiger Bewegung entlang zweier langer überlappender Streifen in 30° Abstand entlang ekliptischer Meridiane über den Himmel geführt, wobei sich der Streifen jeden Tag ungefähr 1° vorwärts bewegte. 96 % des Himmels wurden mit mindestens zwei Scans abgedeckt und zwei Drittel des Himmels wurden dreimal gescannt. Nahe den ekliptischen Polen wurden manche Bereiche sogar viermal gescannt. Die einzelnen Beobachtungen lagen dabei mehrere Monate auseinander.
Ein grobes Modell der Hintergrundstrahlung ist in die Ergebnisse eingerechnet. Es gibt jedoch mehrere Fehlerquellen im Sternenkatalog, die nicht vollständig eliminiert werden konnten. Nicht aufgeführt wurden Objekte, die nur in einem der beiden Scans auftauchen, die also bei nachfolgenden Messungen nicht bestätigt werden konnten, jedoch sind einige dieser Objekte nicht aus dem Katalog entfernt worden. Dazu zählen seinerzeit nicht bekannte Objekte des Sonnensystems, Kometenschweife und übrig gebliebene Trümmer und Staub in Kometenbahnen. Bei sehr hellen Quellen waren die Detektoren gesättigt und konnten keine Helligkeitsunterschiede mehr registrieren. Die Detektoren neigten zur Streifenbildung.

## Ergebnisse

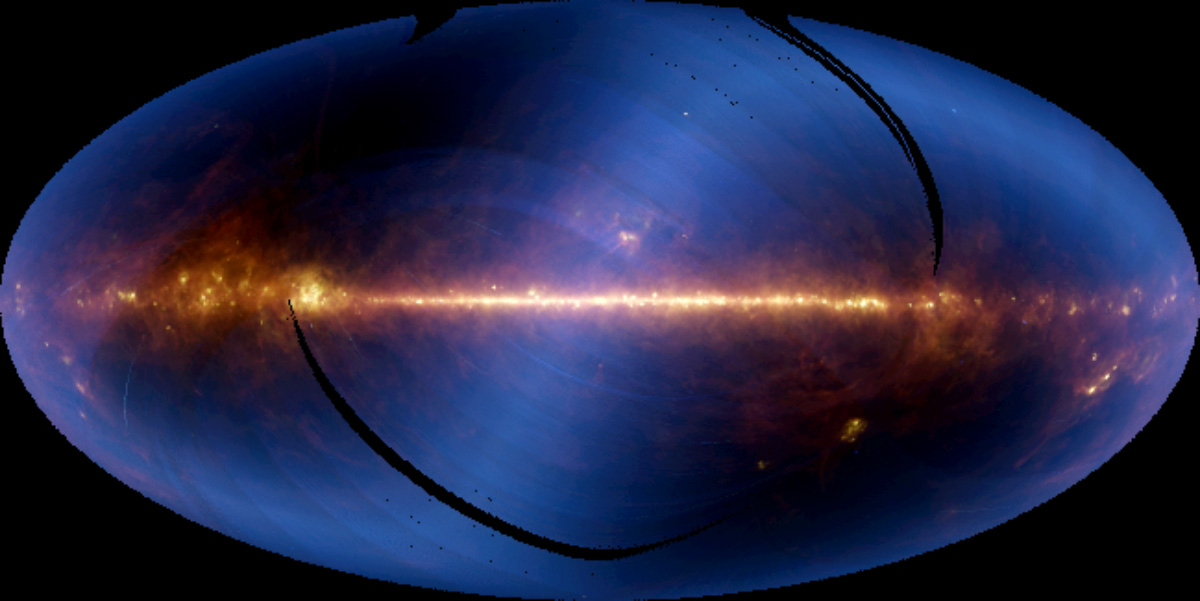
Aus IRAS-Daten zusammengestelltes 360°-Falschfarbenbild. Die unterschiedlichen Farben repräsentieren die Wellenlängen im Infrarotbereich:
Blau = 12 Mikrometer,
grün = 60 Mikrometer,
rot = 100 Mikrometer.
Blau und weiß dargestellte Objekte sind wärmer, rote kälter. Das Band in der Mitte ist die Milchstraße.

Die IRAS-Mission war ein wichtiger Meilenstein der Infrarotastronomie. Die Himmelsdurchmusterung und der daraus gewonnene Katalog von über 300.000 Quellen sind noch zwanzig Jahre später wichtige Hilfsmittel der Astronomie. Zu den wichtigsten Entdeckungen gehören:
- Kometen und die von ihnen hinterlassenen Staubstreifen
- Staubscheiben um nahe Sterne wie z. B. Wega
- Junge Sterne, die noch in die Gas- und Staubwolken eingebettet sind, aus denen sie entstanden sind
- Infrarot-Cirrus: Die filamentartige 'Cirrus'-Struktur kalten Staubs im interstellaren Medium der Milchstraße
- Infrarotgalaxien, die ihre durch viele junge Sterne erzeugte hohe Leuchtkraft fast ausschließlich im fernen Infrarot abstrahlen
- Die Erfahrungen mit IRAS wurden bei nachfolgenden Infrarot-Missionen berücksichtigt, wie beim Infrared Space Observatory aus den 1990er Jahren und dem Spitzer-Weltraumteleskop, das 2003 gestartet wurde sowie für das NICMOS-Instrument des Hubble-Weltraumteleskops.

### Kataloge des VizieR
- IRAS catalogue of Point Sources, Version 2.0 (IPAC 1986)
- IRAS Serendipitous Survey Catalog (IPAC 1986)
- IRAS Faint Source Catalog,
- IRAS Point Source Reject Catalog (IRAS 1989)
- IRAS Faint Source Reject Catalog (IPAC 1992)
- IRAS Low Resolution Spectra (IRAS team, 1987)
- IRAS Small Scale Structure Catalog, Ver 1.00 (Helou+ 1986)
- Catalogued Galaxies + QSOs observed in IRAS Survey, Vers.2 (IPAC 1989)